# Corey Harris
Corey Harris, né le 21 février 1969 à Denver (Colorado) est un musicien de blues, diplômé en anthropologie du Bates College.
Harris suit des études de linguistique à l'université du Maine avant d'aller étudier les dialectes anglo-africains du Cameroun. De retour aux États-Unis, il devient enseignant en Louisiane.
Actuellement résident en Virginie, Harris joue fréquemment et maintient une tradition du blues fortement influencé de musique africaine. Corey Harris est également au centre d'un épisode de la mini-series "The Blues" (2003 PBS television) dirigé par Martin Scorsese ainsi que du film Feel Like Going Home.
En tant que musicien, Harris a d'abord joué les répertoires de Tom Waits et Joni Mitchell avant de découvrir le blues et le gospel en Louisiane. Repéré par Larry Hoffman, un compositeur de musique classique, auteur en concerto blues pour orchestre symphonique, Harris s'est laissé convaincre de tenter une carrière de bluesman à la Robert Johnson, prenant des cours de guitare blues avec différents musiciens et professeurs. Il enregistre son premier album pour Alligator en 1995 et entreprend de tourner dans les festivals en Amérique et en Europe.
L'album Zion Crossroad (2007) est toutefois un album de reggae roots dans la plus pure tradition jamaïquaine.

## Discographie
| Année de parution | Titre de l'album         | Label          |
| ----------------- | ------------------------ | -------------- |
| 1995              | Between Midnight and Day | Alligator      |
| 1997              | Fish Ain't Bitin'        | Alligator      |
| 1999              | Greens from the Garden   | Alligator      |
| 2000              | Vu-Du Menz               | Alligator      |
| 2001              | "Live at Starr Hill"     | Njumba Music   |
| 2002              | Downhome Sophisticate    | Rounder        |
| 2003              | Mississippi to Mali      | Rounder        |
| 2005              | Daily Bread              | Rounder        |
| 2007              | Zion Crossroads          | Telarc         |
| 2009              | blu.black                | Telarc         |
| 2013              | Fulton Blues             | Njumba Records |